# 源雅言
源 雅言（みなもと の まさとき）は、鎌倉時代中期から後期にかけての公卿。村上源氏雅兼流、権中納言・源雅具の長男。官位は正二位・権大納言。

## 経歴
以下、『公卿補任』と『尊卑分脈』の内容に従って記述する。
- 嘉禎4年（1238年）6月7日、叙爵。
- 仁治元年（1240年）9月26日、侍従に任ぜられる。
- 仁治3年（1242年）3月15日、従五位上に昇叙。
- 寛元元年（1243年）1月23日、左少将に任ぜられる。
- 寛元4年（1246年）1月7日、正五位下に昇叙。
- 宝治2年（1248年）1月23日、甲斐権介を兼ねる。
- 建長5年（1253年）1月13日、讃岐権守を兼ねる。
- 建長6年（1254年）1月13日、右少弁に任ぜられる[1]。
- 康元元年（1256年）2月22日、正五位上に昇叙。
- 正嘉元年（1257年）11月19日、左少弁に転任。
- 正嘉2年（1258年）1月13日、権右中弁に転任し、同日に従四位下に昇叙。同年11月6日、従四位上に昇叙。
- 正元元年（1259年）1月6日、正四位下に昇叙[2]。同年閏10月15日、右京大夫を兼ねる。
- 弘長元年（1261年）3月27日、右中弁に転任[3]。同年9月26日、右宮城使に補される。
- 弘長2年（1262年）12月21日、右大弁に転任し、同日に正四位上に昇叙[4]。同月26日、右京大夫は元の如し。
- 弘長3年（1263年）8月30日、母の喪が明けて復任した。
- 文永元年（1264年）6月6日、蔵人頭に補される[5]。
- 文永2年（1265年）閏4月25日、左大弁に転任。同年5月26日、造東大寺長官を兼ねる。
- 文永3年（1266年）2月1日、参議に任ぜられる。左大弁は元の如し、右京大夫を辞す。
- 文永4年（1267年）2月1日、備中権守を兼ねる[6]。
- 文永5年（1268年）12月2日、権中納言に任ぜられる。同月25日、勅授帯剣を許される。
- 文永6年（1269年）1月5日、正三位に昇叙[7]。
- 文永7年（1270年）1月21日、権中納言を辞退[8]。同日、按察使に任ぜられる。同月23日、本座を許される。12月4日、従二位に昇叙。
- 文永10年（1273年）12月8日、大宰権帥に任ぜられる。
- 建治元年（1275年）1月6日、正二位に昇叙。
- 建治3年（1277年）9月13日、権帥を辞す。飛騨国を相続する。
- 弘安5年（1282年）4月8日、民部卿に任ぜられる。
- 弘安7年（1284年）8月11日、権大納言に任ぜられる。同年10月10日、権大納言を辞す。同月12日、本座を許される。
- 正安2年（1300年）10月26日、薨去。享年74。

## 後嵯峨院・亀山院の側近
本郷和人によれば、雅言は後嵯峨院と亀山院の側近公卿として重用されたようである。父雅具が著しく不遇でありながら後嵯峨天皇即位後に急速に昇進し、老年になってからようやく権中納言に至ったことに比べれば常に顕職に就いていた雅言である。権中納言辞任後、権大納言に任ぜられるまで約14年の年月がかかったが、この間も按察使を始め太宰権帥や民部卿に断続的に任ぜられた。

## 系譜
- 父：源雅具
- 母：土御門院播磨局 - 花山院家の家司・高階業国の娘[9]
- 妻：不詳
- 生母不明の子女
  - 男子：源雅憲